# ГЕС Chivor
ГЕС Chivor — гідроелектростанція у південній частині Колумбії. Використовує ресурс із річки Бата, лівої притоки Guavio, яка, своєю чергою, є правою притокою Upia (впадає ліворуч до Мети, лівої притоки Ориноко).
У межах проєкту річку перекрили кам'яно-накидною греблею із глиняним ядром. Ця споруда з власним ім'ям Ла-Есмеральда, яка має висоту 237 метрів, довжину 310 метрів та товщину по основі 820 метрів, потребувала 11,1 млн м3 матеріалу. На час будівництва воду відвели за допомогою тунелю довжиною 0,9 км з діаметром 10,7 метра. Гребля утримує витягнуте по долині річки на 23 км водосховище з площею поверхні 12,8 км2 та об'ємом 760 млн м3 (корисний об'єм 668 млн м3). Окрім власного стоку до сховища здійснюється подача додаткового ресурсу із річок Tunjita, Negro та Rucio (можливо відзначити, що з 2016-го введена в роботу мала ГЕС Tunjita потужністю 19,8 МВт).
Зі сховища ресурс подається у дериваційний тунель довжиною 5,9 км зі спадаючим діаметром від 5,1 до 4 метрів, котрий прямує у східному напрямку під водорозділом зі сточищем річки Ленгупа, ще однієї правої притоки Upia. На завершальному етапі вода проходить дві напірні шахти висотою 182 та 267 метрів і напірний тунель довжиною 2,1 км.
Споруджений на правому березі Ленгупи наземний машинний зал обладнали вісьмома турбінами типу Пелтон потужністю по 125 МВт — по чотири у кожній із двох черг, які стали до ладу в 1975-му та 1982-му. При напорі у 756 метрів вони повинні забезпечувати виробництво 3626 млн кВт·год електроенергії на рік.
Видача продукції відбувається по ЛЕП, розрахованій на роботу під напругою 230 кВ.
Під час будівництва комплексу окрім зазначених робіт провели вибірку 5,3 млн м3 породи (в т. ч. 0,8 млн м3 у підземних спорудах) та використали 144 тис. м3 бетону.